# Jindřich Hojer
Jindřich Hojer (30. července 1924 Praha-Holešovice – 22. prosince 2020 Pardubice) byl český pedagog, chemik a skaut. Stal se předlohou pro komiksovou a románovou postavu Jindry Hojera z Rychlých šípů spisovatele Jaroslava Foglara, jehož skautského oddílu, Dvojky, byl členem.

## Život

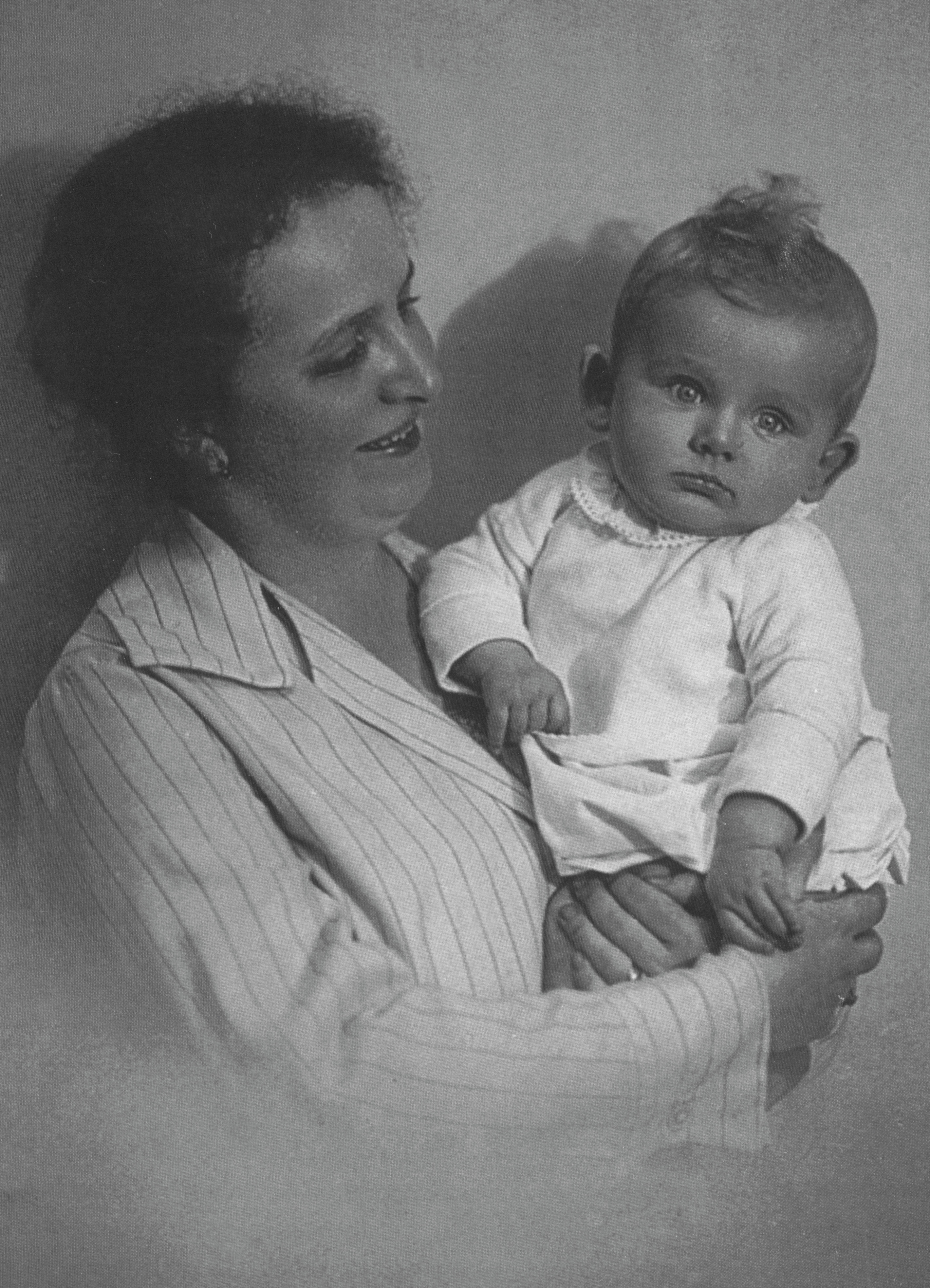
Malý Jindra Hojer s maminkou

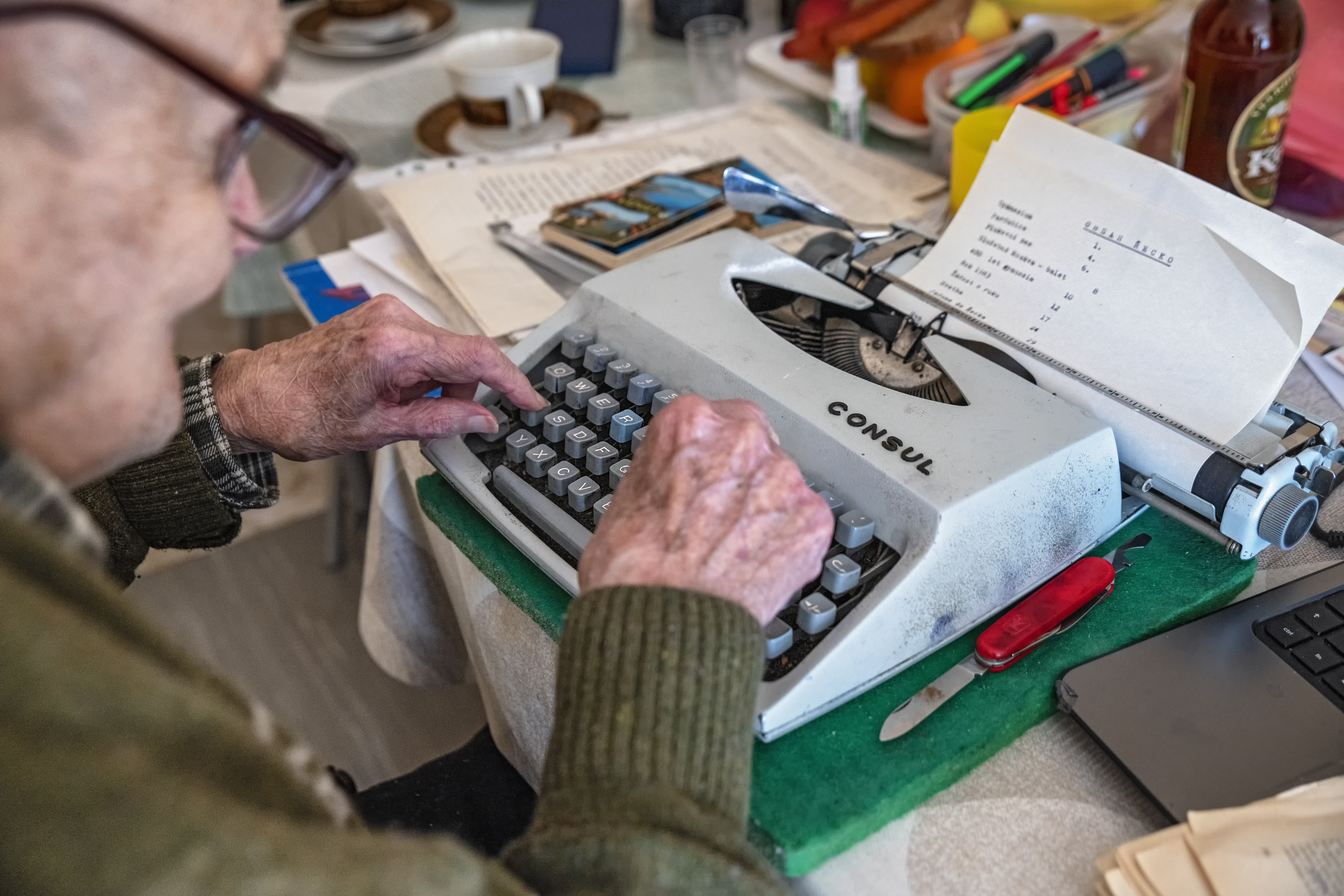
Jindřich Hojer používá ke psaní knih starý psací stroj, památku po své druhé ženě Táje. Na tomto stroji napsal jak knihu Záhadné hlavolamy pro chytré hlavičky, tak i knihu Střípky ze života Jindry Hojera

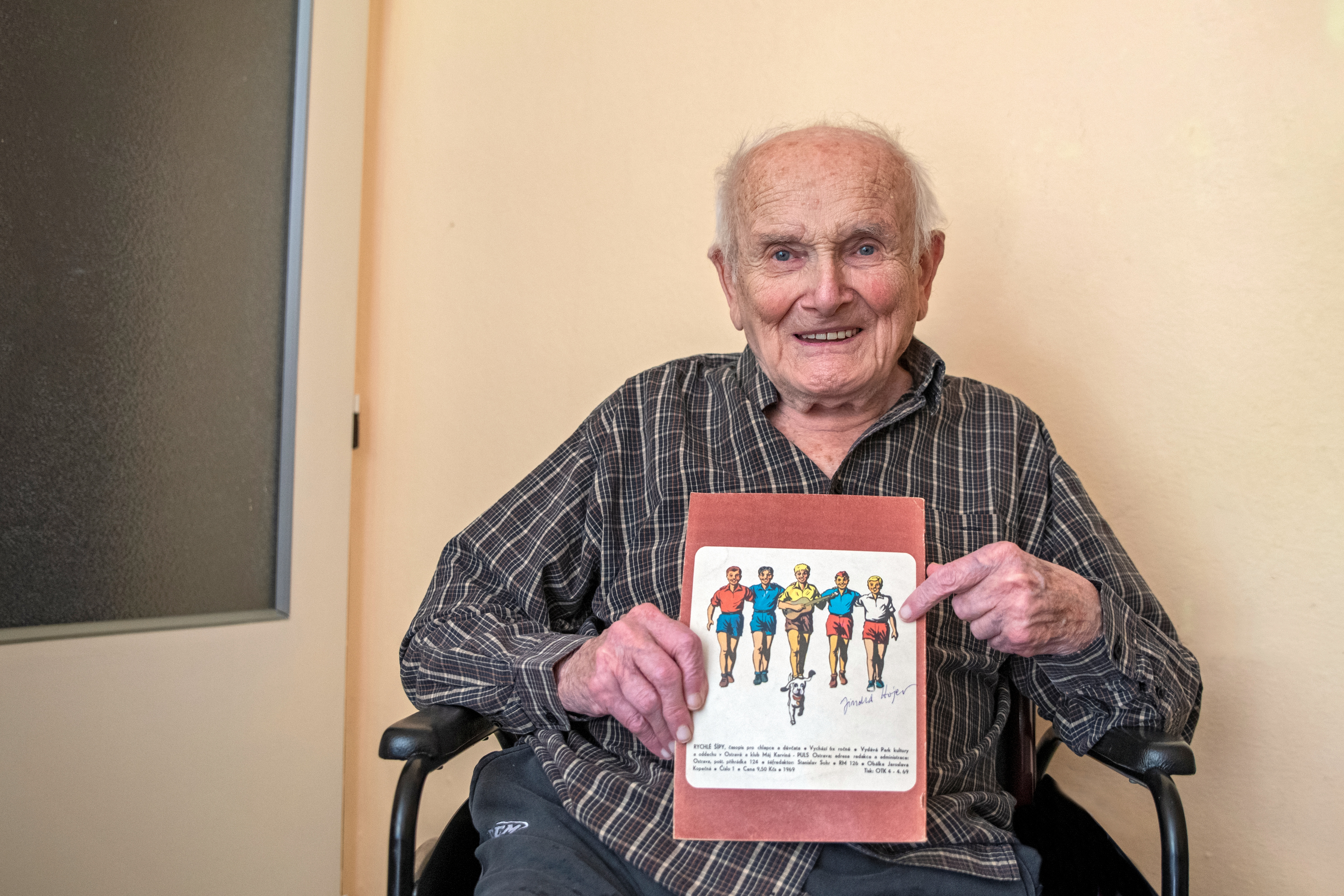
Jindra Hojer ve svém bydlišti – v Domově pro seniory Dubina v Pardubicích – s komiksovým sešitem Rychlé šípy z roku 1967 s kresbou Dr. Jana Fischera. Jindra ukazuje na postavičku, které Jaroslav Foglar dal jméno podle něho

Jindřich Hojer se narodil v roce 1924 v pražských Holešovicích, jeho matka byla v domácnosti a otec byl ředitelem Československé obchodní dovozní společnosti.
Hojerovým dva starší potomci zemřeli krátce po porodu, Jindřich tak vyrůstal jako jedináček, takže prý bylo později obtížné získat povolení rodičů ke vstupu do skautského oddílu. Mladý Jindřich navštěvoval obecnou školu v Holešovicích a následně nastoupil na Akademické gymnázium Na příkopě, odkud se znal s Václavem Černým, pozdějším profesorem na ČVUT a nerozlučným skautským kamarádem. Jindřich Hojer taktéž navštěvoval Sokol, nicméně v roce 1936 jej právě Václav Černý přivedl do 2. pražského skautského oddílu, který vedl Jaroslav Foglar. Pět let, které mohl v oddílu strávit, patřilo k jeho nejoblíbenějším a o skautingu tvrdí, že z něho „udělal pořádného kluka“.
V roce 1941 mu umřel otec, což rodinnou situaci za druhé světové války ještě zkomplikovalo. Jindřich Hojer odmaturoval roku 1943 a předvolání na totální nasazení (při odklízení trosek Hamburku) se vyhnul šťastně tím, že nastoupil do Spolku pro chemickou a hutní výrobu v Rybitví. V roce 1945, po znovuotevření českých vysokých škol, mohl začít studovat během zaměstnání chemii v Praze. Období komunistického režimu považuje za „čtyřicet let ztraceného života“.
V tomto období se stále věnoval chemii a ve volném čase sportům (zejména cyklistice, volejbalu, basketbalu a lehké atletice), k jeho oblíbeným činnostem patřilo i horolezectví – Tatry například navštívil 23×. V roce 1969 získal kandidaturu a začal přednášet na pardubické univerzitě. Zaměstnán byl v Ústavu organických syntéz, pracoval zde dlouhých 43 let. S Jaroslavem Foglarem obnovil kontakty v roce 1986, po Foglarově smrti v roce 1999 i v reakci na pomluvy o J. Foglarovi dali dohromady s přítelem V. Černým upomínkový sborník Jestřábe, díky.
Jindřich Hojer byl dvakrát ženat – nejprve se oženil po 2. světové válce, nicméně po smrti první ženy obnovil kontakty se svou láskou jménem Tája z doby studia na gymnáziu, která byla v tu dobu rozvedená. Vzali se roku 1983 a jeho druhá žena zemřela v roce 2013.

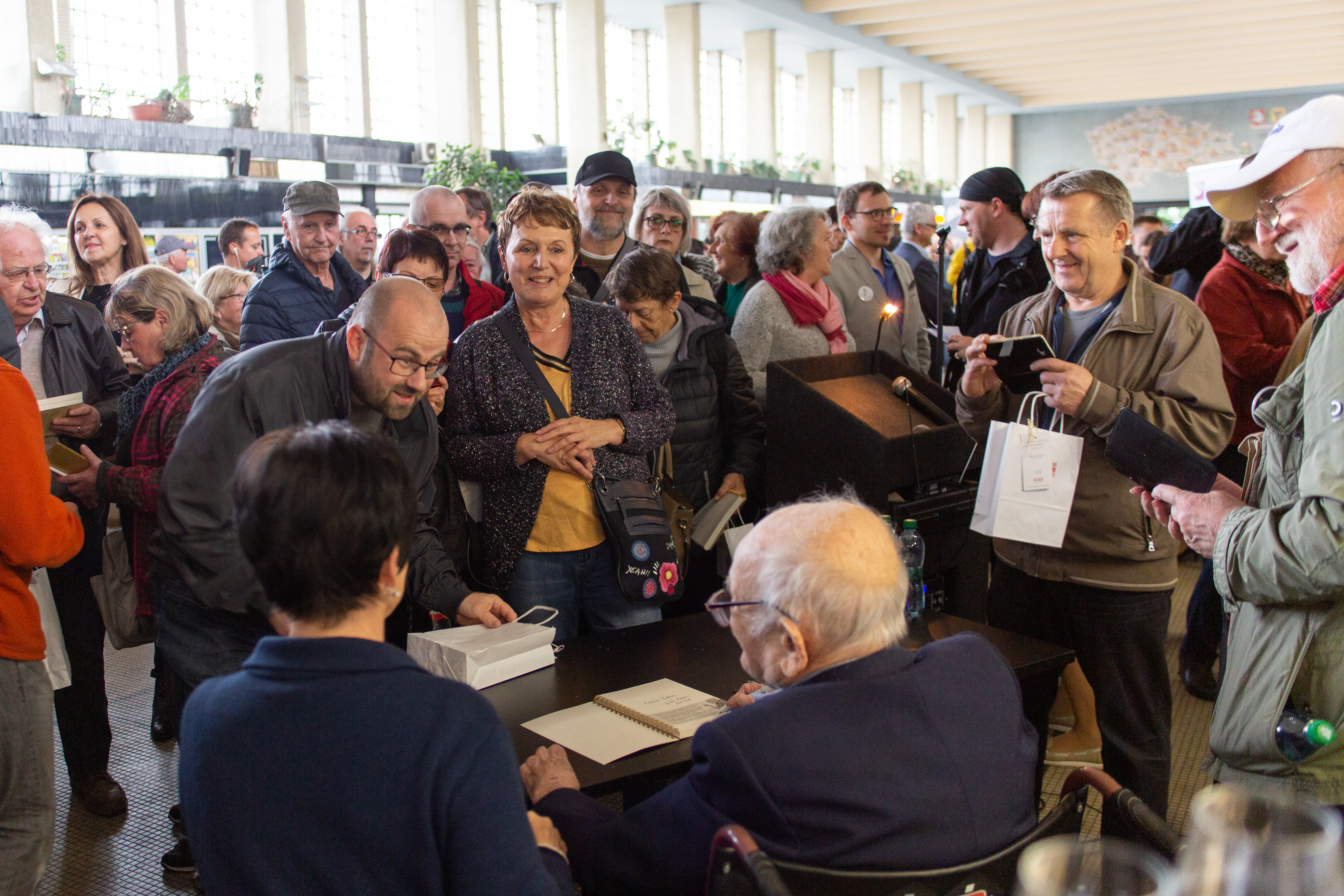
Křest knihy Záhadné hlavolamy pro chytré hlavičky – Jindřich Hojer v obležení fanoušků podepisuje výtisky knihy

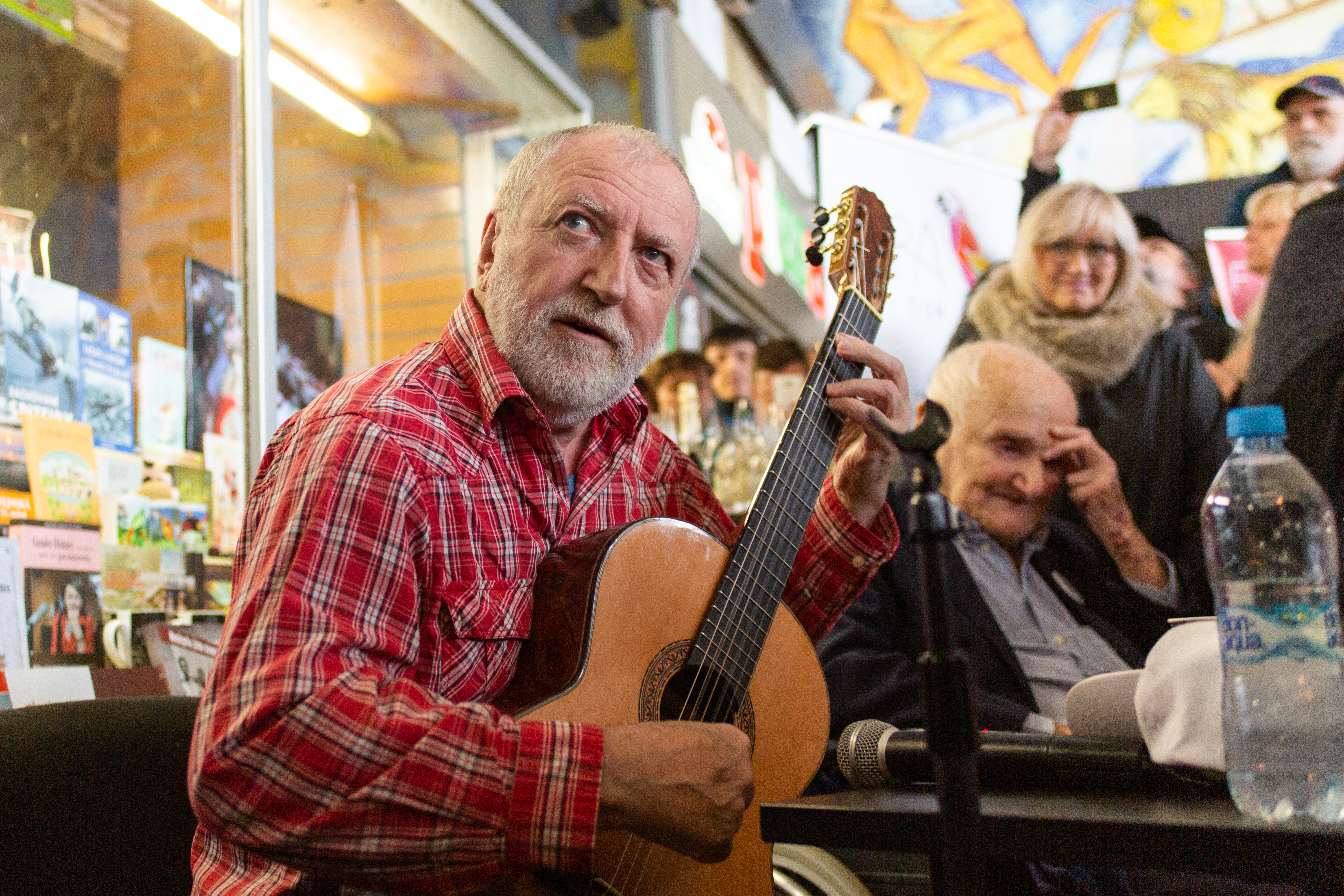
Kytarista Štěpán Rak hraje na křtu knihy Jindřicha Hojera Záhadné hlavolamy pro chytré hlavičky

Když odešel do důchodu, přestěhoval se do Kosmonos a zůstal i přese všechny peripetie celoživotním optimistou. Až do pokročilého věku vyučoval němčinu a doučoval přírodovědné předměty. Žil v domově pro seniory Dubina v Pardubicích. V první polovině roku 2019 vydal knihu hlavolamů Záhadné hlavolamy pro chytré hlavičky, pod hlavičkou nakladatelství Ing. Lukáše Zemana – E-SMILE.cz / Knihy s úsmevem.cz. Projekt byl financován pomocí crowdfundingu. Na serveru HitHit vybral projekt téměř 290 tisíc Kč, což je přes 330 % původně plánované částky 87 500 Kč. Křest knihy proběhl 17. května 2019 v hale pardubického nádraží před knihkupectvím Mozaika a zúčastnil se ho nejen autor a vydavatel, ale i zástupci města a Domova pro seniory Dubina, kde Jindřich Hojer žil. Knížku pokřtil kytarista a pedagog, Hojerův přítel Štěpán Rak. Kniha zaznamenala velký úspěch a proto se autor s nakladatelem rozhodli vydat další knihu, tentokrát v podobě autobiografie s názvem Střípky ze života Jindry Hojera, která obsahuje povídky a příběh ze života i z cest po Řecku a Itálii z doby před sametovou revolucí i těsně po ní. Knihu doprovází fotografie, barvitě doplňující čtenářovu fantazii. V knize navíc ožívá i smyšlená postava pana Šmodrchy, se kterým prožijete neobyčejná dobrodružství obyčejného života. Kniha byla vydána a pokřtěna 5. září 2019 v Pardubicích.

## Postava zRychlých šípů
Jaroslav Foglar chtěl v roce 1938 pro postavy vznikajícího komiksu Rychlé šípy získat reálné předlohy. Oslovil proto členy svého skautského oddílu. Na oslovení ohledně komiksové role vzpomíná Jindřich Hojer takto:
| „ | Přišel za mnou Jestřáb (přezdívka Jaroslava Foglara) a povídá: ‚Jindro, já bych potřeboval tvoje jméno do seriálu. Neboj se, ta postava ti ostudu dělat nebude.‘ | “ |
| — | |   |

Po domluvě se svojí matkou a ujištění, že se bude jednat o kladnou postavu, svolil, a tak v komiksu Rychlé šípy spatřila nová postava světlo světa Předlohou pro postavu Červenáčka se zas stal jeho kamarád V. Černý, který měl ale ve skutečnosti přezdívku Černoch.

## Dílo
- HOJER, Jindřich; ČERNÝ, Václav, a kol. Jestřábe, díky: Jaroslavu Foglarovi Hoši od Bobří řeky a přátelé. [s.l.]: Ostrov, 2000. 240 s. ISBN 80-86289-12-5.